# HD 130322 b
HD 130322 b ist ein Exoplanet, der den Hauptreihenstern HD 130322 alle 10,70875 Tage umkreist. Auf Grund seiner hohen Masse wird angenommen, dass es sich um einen Gasplaneten handelt.

## Entdeckung
Der Planet wurde mit Hilfe der Radialgeschwindigkeitsmethode von Michel Mayor, Stephan Udry, Francesco Pepe et al. im Jahr 2000 entdeckt.

## Umlauf und Masse
Der Planet umkreist seinen Stern in einer Entfernung von ca. 0,091 Astronomischen Einheiten und hat eine Masse von ca. 346,5 Erdmassen bzw. 1,09 Jupitermassen.